# سد کاسه‌رود
سد کاسه‌رود یک سد آبخیزداری از جنس سنگ و سیما است که در ابتدا در سال ۱۳۹۰ با ارتفاع کم برای جلوگیری از تخریب جاده آسفالت ابرکوه به یزد در ۲۰ کیلومتری شهر ابرکوه ساخته شد ولی پس از مشاهده جمع شدن رواناب‌ها و آبگیری زیاد در پشت آن، برای آبخیزداری و جلوگیری از تخریب جاده ارتفاع آن تا پنج متر افزایش داده شد، به طوری که گنجایش دریاچه آن به حدود ۴.۲ میلیون مترمکعب افزایش یافت.

## مشخصات سد
هم اکنون سد کاسه رود ابرکوه دارای سر ریزی به ارتفاع ۶ متر و به طول ۱۴۰ متر و از جنس سنگ و سیمان ساخته شده و قادر به کنترل بیش از ۴٫۵ میلیون مترمکعب رواناب‌ها حوضه بالادست است.
در سال ۱۳۹۰ با هدف تجمیع سیلاب‌ها (آبخیزداری با ایجاد دریاچه) و جلوگیری از تخریب جاده یزد – ابرکوه ساخته شده‌است و بعدها با جمع شدن رواناب‌ها ارتفاع آن به ۵ متر از کف مخزن افزایش داده شد. آب دریاچه سد کاسه رود مصرف جدی انسانی ندارد و در مخزن جمع شده و به زمین نفوذ می‌کند یا تبخیر می‌شود. این سد بر روی رودی فصلی به اسم کاسه رود که در سیلاب‌ها دارای جریان آب است ساخته شده.

## اهداف ساخت سد
- حفاظت از جاده ابرکوه به یزد
- تجمیع رواناب‌ها در دریاچه سد برای آبخیزداری